# Oualid Agougil
Oualid Agougil (Breda, 7 augustus 2005) is een Nederlands-Marokkaans voetballer die doorgaans speelt als middenvelder. In de zomer van 2024 verruilde hij Jong Ajax voor Jong FC Utrecht.

## Clubcarrière
Agougil werd gescout door NAC Breda toen hij bij Unitas '30 uit Etten-Leur speelde. In de zomer van 2019 werd hij overgenomen door Ajax. Bij Ajax kreeg hij in 2021 zijn eerste profcontract aangeboden, dat hem tot 2024 aan de club bond. Agougil maakte zijn debuut voor Jong Ajax op 28 april 2023 tegen VVV-Venlo, waarin hij in de 71e minuut inviel voor Christian Rasmussen. De wedstrijd werd met 1-0 gewonnen door een penalty van Kristian Hlynsson. In het seizoen erna speelde Agougil nog 30 wedstrijden voor Jong Ajax. Hij wist zijn enige twee doelpunten voor Jong Ajax te maken op 29 maart 2024, in de 4-2 gewonnen wedstrijd tegen FC Emmen. In de zomer van 2024 werd zijn aflopende contract niet verlengd.
In oktober 2024 werd hij vastgelegd door FC Utrecht. Hij debuteerde voor Jong FC Utrecht in de Eerste divisie op 22 november, tegen Roda JC (1-3). 

## Persoonlijk
Oualid Agougil is de broer van voetballer Sabir Agougil.

## Statistieken
| Seizoen | Club            | Competitie     | Competitie | Competitie | Beker | Beker | Overig | Overig | Totaal | Totaal |
| Seizoen | Club            | Competitie     | Wed.       | Dlp.       | Wed.  | Dlp.  | Wed.   | Dlp.   | Wed.   | Dlp.   |
| ------- | --------------- | -------------- | ---------- | ---------- | ----- | ----- | ------ | ------ | ------ | ------ |
| 2022/23 | Jong Ajax       | Eerste divisie | 1          | 0          | 0     | 0     | 0      | 0      | 1      | 0      |
| 2023/24 | Jong Ajax       | Eerste divisie | 30         | 2          | 0     | 0     | 0      | 0      | 30     | 2      |
| 2024/25 | Jong FC Utrecht | Eerste divisie | 19         | 0          | 0     | 0     | 0      | 0      | 19     | 0      |
| Totaal  | Totaal          | Totaal         | 50         | 2          | 0     | 0     | 0      | 0      | 50     | 2      |

Bijgewerkt op 28 juni 2025.